# Harpacticus meridionalis
Harpacticus meridionalis är en kräftdjursart som beskrevs av Georg Ossian Sars 1927. Harpacticus meridionalis ingår i släktet Harpacticus och familjen Harpacticidae. Inga underarter finns listade i Catalogue of Life.